# Fritz Jellinek (Sänger)
Friedrich „Fritz“ Jellinek (* 1. September 1895 in Wien; † 7. März 1971 ebenda) war ein österreichischer Volkssänger, der sich vor allem dem Wienerlied verschrieben hatte. Daneben trat er auch als Humorist, Parodist und Schauspieler in Erscheinung.

## Leben
Fritz Jellinek wurde am 1. September 1895 in Wien geboren. Als Kind war er Mitglied der Wiener Sängerknaben und hatte auch über seine Jugendzeit hinaus eine Liebe für die Musik. Obwohl er eigentlich Sänger werden wollte, gab er dem Druck seiner Eltern nach und erlernte die Kunstschlosserei. Noch während seiner Lehrzeit nahm er Gesangsunterricht bei Professor Eduard Unger, der unter anderem bereits an der Oper Leipzig aktiv gewesen war und der von 1909 bis 1924 an der Akademie für Musik und darstellende Kunst Wien wirkte. Das Gesangsstudium wurde durch den Ausbruch des Ersten Weltkrieges unterbrochen. Während er seinen Kriegsdienst versah, trat Jellinek als Sänger in Erscheinung und sang seinen Kameraden vom Schützengraben aus über das Feldtelefon Wienerlieder vor. Erst nach Ende des Krieges im Jahre 1918 kehrte Jellinek aus der russischen Kriegsgefangenschaft, in die er im Jahre 1916 geriet, in seine Heimatstadt zurück. Nach seiner Heimkehr wollte er sein Gesangsstudium eigentlich wieder aufnehmen, erhielt jedoch eher zufällig ein Engagement als Sänger in die Schweiz. Daraufhin tourte er quer durch Europa und trat in vielen großen Städten auf.
Bereits 1924, als mit der Radio Verkehrs AG, kurz RAVAG, die erste österreichische Rundfunkgesellschaft gegründet wurde, sang er in deren Studio, das zu diesem Zeitpunkt noch provisorisch im Gebäude des ehemaligen Kriegsministeriums am Stubenring untergebracht war. Musikalisch begleitet wurde Jellinek bei dieser Liveübertragung zu Operettenweisen und Wienerliedern von Bert Silving und dessen Orchester. Seitdem galt Jellinek als der „erste Rundfunksänger Österreichs“. Am Anfang seiner Karriere trug Jellinek noch vermehrt Operettenlieder vor, konzentrierte sich jedoch bald schon auf sein Hauptwerk: das Wienerlied. Neben seiner musikalischen Laufbahn trat Jellinek im Laufe der Jahre auch als Humorist, Parodist und Schauspieler in Erscheinung.
Anlässlich seines 50. Geburtstages fand am 4. September 1945 im Großen Saal des Wiener Konzerthauses ein Alt-Wiener Abend unter Mitwirkung von Fritz Imhoff, Emmerich Arleth, Franz de Cato, Leopoldine Lauth, Wondra & Zwickl (bestehend aus Ferry Wondra und Ludwig Zwickl) und dem Wiener Meisterterzett statt. Vertreten war dieser Abend auch durch das Orchester Eduard Macku und das Schrammelquartett Strauß. Am Blüthner fungierte der Komponist Karl Breyer; die Ansage kam von Felix von Dombrowski. Zwei Jahre zuvor starb sein ebenfalls Fritz heißender Sohn bei Gefechten während des Zweiten Weltkriegs in Stalingrad. Im Sommer 1948 feierte Jellinek ein Doppeljubiläum; so feierte er sein 30-jähriges Bühnenjubiläum sowie seinen 100. Liveauftritt für Radio Wien. Auch seine anderen Jubiläen wurden bei öffentlichen Veranstaltungen zelebriert. Im Laufe seiner Jahrzehnte andauernden Karriere als Interpret des Wienerliedes besang Jellinek über 300 Schallplatten. Für sein künstlerisches Wirken und seine Verdienste um das Wienerlied wurde ihm im Jahre 1967 von der Stadt Wien die „Ehrennadel der Stadt Wien in Silber“ verliehen.
Im Jahre 1965 war Jellinek in einen Autounfall verwickelt, bei dem er jedoch nur leicht verletzt wurde. Von diesem Vorfall wurde damals auch in den österreichischen Medien berichtet.

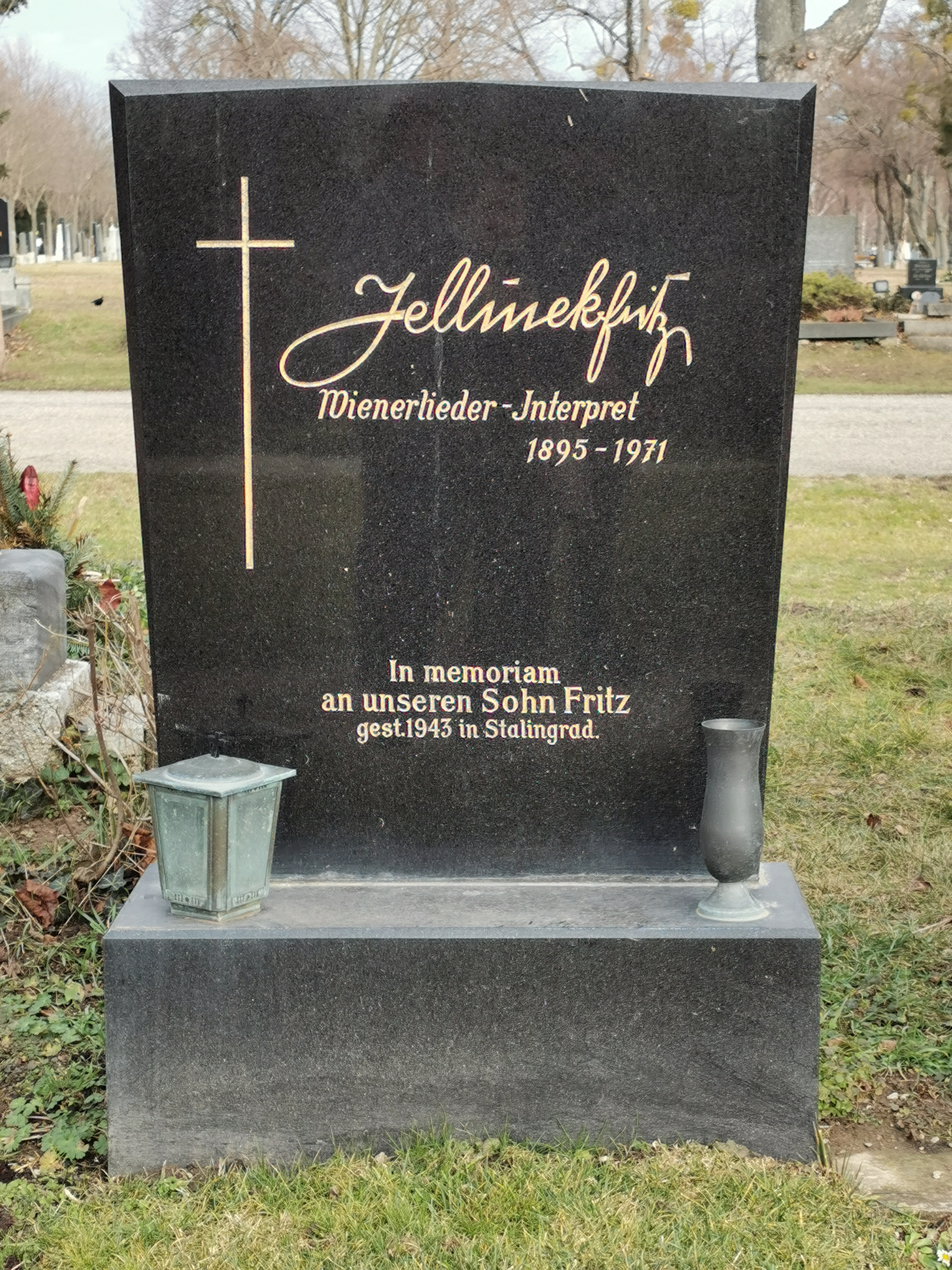
Grabstätte

Am 7. März 1971 starb Jellinek nach längerer Krankheit unerwartet im Alter von 75 Jahren. Er wurde am 15. März 1971 am Wiener Zentralfriedhof in einem ehrenhalber gewidmeten Grab (Gruppe 40 (Ehrenhain), Nr. 27) beerdigt. Die Seelenmesse fand am 22. März 1971 in der Pfarrkirche St. Josef ob der Laimgrube im 6. Wiener Gemeindebezirk Mariahilf statt. Ein Anzahl von hinterlassenen Notenblättern aus Jellineks Repertoire befindet sich in der Musiksammlung der Österreichischen Nationalbibliothek.